# Witterung

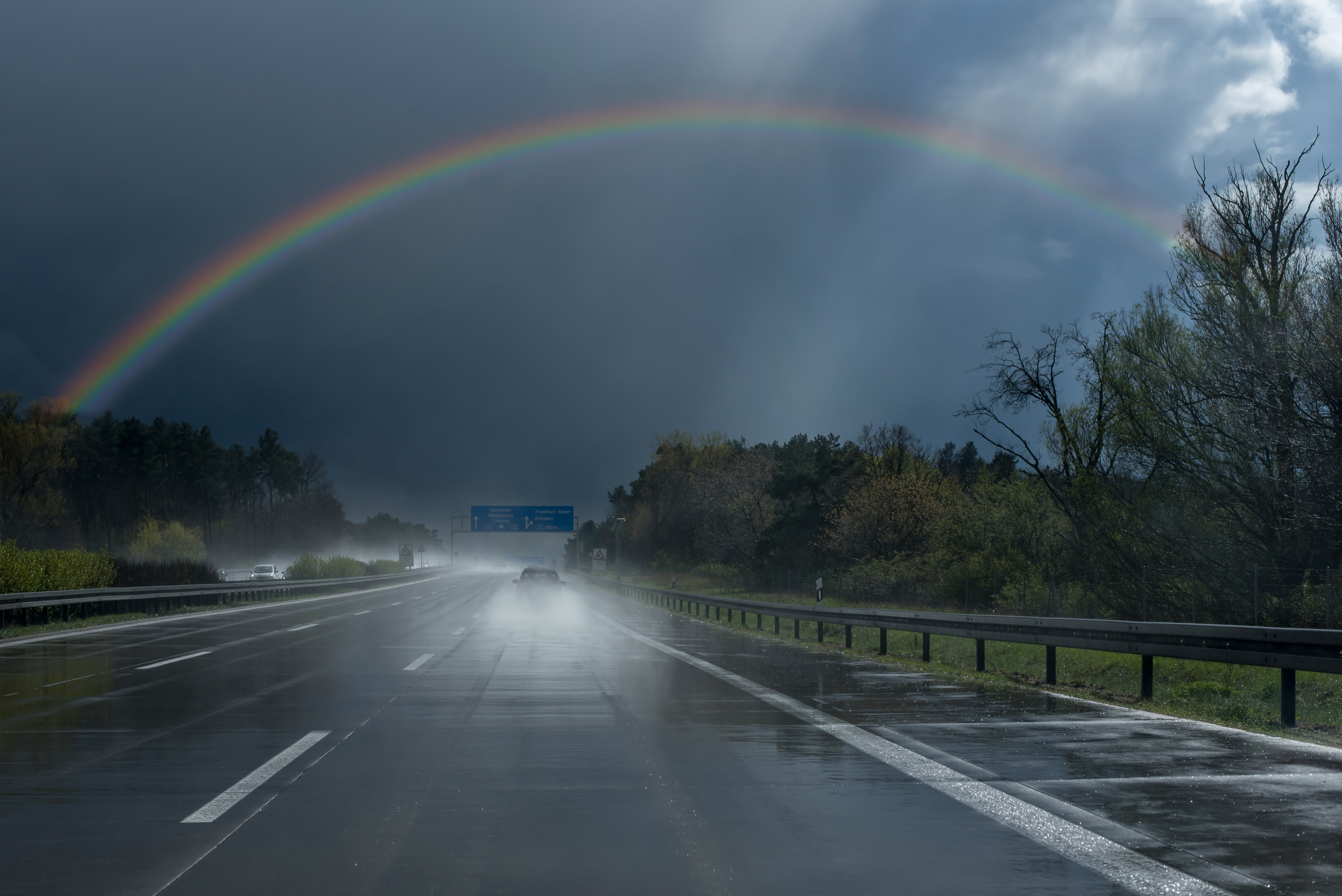
„Aprilwetter“ als Momentaufnahme im Großraum Berlin: Das Wetter im April 2017 war noch wechselhafter als üblich. Die Witterung – als Durchschnitt vieler Wetterereignisse für einen begrenzten Zeitraum – war anfangs sehr warm und trocken mit Tageshöchsttemperaturen von über 20 °C am 11. April, schlug dann jedoch um und bescherte Berlin am 19. April Tagestiefsttemperaturen von bis zu −4 °C. Für das kühlgemäßigte Klima im Übergang zwischen atlantischem Seeklima und osteuropäischem Kontinentalklima waren diese Schwankungen in beide Richtungen außergewöhnlich groß (durchschnittliche langjährige Tageshöchsttemperaturen im April von 13,2 °C und Tiefstwerte von +4,2 °C)

Witterung ist das Wetter bzw. die Wetterveränderung in einem bestimmten Zeitabschnitt (von mehreren Tagen bis zu einer Jahreszeit) auf eine bestimmte Region bezogen. Sie bildet die regionale Auswirkung von aktuellem Wetter und lokalem Klima, insbesondere in Bezug auf die fühlbaren Wetterelemente wie Niederschlag, Temperatur, Wind, Luftdruck und Luftfeuchtigkeit.
Betrachtet man das Wetter an einem Ort über einen Zeitraum mehrerer Tage oder Wochen, zeigt der Gang der Wetterelemente – die Wetterlage – oft einen ähnlichen Verlauf über mehrere Tage. So wechseln sich häufig die Wetterelemente ab. Auch im Bereich von Wochen zeigen sich im Wechsel der Jahreszeit teils stabile Großwetterlagen, teils wechselhafte Wetterlagen, die dann eine typische örtliche Witterung verursachen.
Typische Beispiele (für Mitteleuropa) sind:
- Schönwetterperioden, etwa durch die stabile Lage eines Hochs, Sommerwetter durch ein Azorenhoch, Altweibersommer, Föhnlagen und föhnigen Strömungen
- Schlechtwettereinbrüche als regionale Auswirkungen von Kaltfronten durch Atlantische Tiefs, Vb-Wetterlagen (Mittelmeertiefs) oder Singularitäten wie Eisheilige, Schafskälte
- Frostperioden
- Wechselhafte Witterung durch abwechselnden Durchzug einer Störung mit zwischenzeitlicher Wetterberuhigung
- Neblig-feuchte Witterung durch Inversionswetterlagen oder herbstliche Abkühlungsphasen

Die Praxis von Witterungsprognosen, also Vorhersagen über längerfristige Wettertrends, steht erst in ihren Anfängen und gestaltet sich gerade in Europa durch seine klimatischen Gegebenheiten besonders schwierig.